# 1422 V-STATION
1422 V-STATIONはアール・エフ・ラジオ日本で放送されていたアニラジ番組ゾーンのことである。2013年7月以降は以下の1番組のみになったが、2014年4月より再び2番組に。

## 番組
月曜日
- 25:30 - 26:00 四十五番目の話（2014年9月で終了）

木曜日
- 24:00 - 24:15 堀川りょうの声優への道（当ゾーンでの放送を終了し、2023年6月時点ではSTVラジオで放送されている）

### 製作局
ラジオ大阪　1314 V-STATION